# سه‌چک
 سه چک، روستایی از توابع بخش مرکزی شهرستان کرمانشاه در استان کرمانشاه ایران و در کیلومتر ۱۲ اتوبان کرمانشاه بیستون قرار دارد.اکثر ساکنان و بنیانگذاران این روستا از ترک های تیره قره میرشاملو طایفه فارسیمدان و از نوادگان یکی از بزرگ زادگان ایل قشقایی به نام میرزا قوجا قره میرشاملو هستند که در زمان قاجار و به دلیل درگیری با حکومت قاجار از شیراز به کرمانشاه مهاجرت کردند. این طایفه که از جنگاوران ایالت فارس بودند سالیان زیادی را در زمان قاجار بین تهران و بغداد به تجارت گذراندند که به مرور زمان دست از این کار کشیدند.به مرور زمان چندین خانواده کرد نیز بدلیل وصلت با ساکنان ترک در این روستا ساکن شدند.

## جمعیت
این روستا در دهستان دورود فرامان قرار دارد و براساس سرشماری مرکز آمار ایران در سال ۱۳۸۵، جمعیت آن ۳۲۱ نفر (۷۴خانوار) بوده‌است.